# Sierra's Creative Interpreter
Sierra's Creative Interpreter (SCI) è sia il linguaggio di scripting creato da Jeff Stephenson della Sierra On-Line per i loro videogiochi d'avventura dopo il più vecchio AGI, sia il run-time per tali giochi d'avventura.
Sebbene esistano anche versioni per l'Amiga, l'Atari ST e il Macintosh, lo sviluppo principale fu per i PC IBM.

## Design
Mentre l'AGI è un linguaggio procedurale, SCI è un linguaggio completamente orientato agli oggetti.

## Versioni
Sebbene sia stato sviluppato costantemente tra il 1988 e il 1996, possono essere identificate cinque versioni maggiori.

### SCI0
Usata per la prima volta nel 1988 per King's Quest 4, SCI0 (0.000.xxx) consentiva una grafica a 16 colori con risoluzione 320×200 e una traccia sonora compatibile con la scheda audio. Supportava anche l'input da tastiera basato su un parser che poteva essere usato dal gioco, se necessario (normalmente usato solo dai giochi d'avventura)
Giochi che usavano l'SCI0 (in ordine di distribuzione):
- King's Quest IV: The Perils of Rosella
- Leisure Suit Larry Goes Looking for Love (in Several Wrong Places)
- Police Quest II: The Vengeance
- 1988 Christmas Card
- Space Quest III: The Pirates of Pestulon
- Hoyle's Official Book of Games: Volume 1
- Hero's Quest: So You Want to Be a Hero
- Leisure Suit Larry 3: Passionate Patti in Pursuit of the Pulsating Pectorals
- The Colonel's Bequest
- Codename: Iceman
- Conquests of Camelot: The Search for the Grail
- Hoyle's Official Book of Games: Volume 2
- Mixed-Up Mother Goose (Versione 1.011)

Versioni successive di SCI0 aggiunsero il supporto bilingue per le versioni internazionali; la stringa della versione di tali versioni di SCI0 era "S.OLD.xxx". Tra i giochi troviamo
- King's Quest I: Quest for the Crown (remake del 1990)
- Space Quest III: The Pirates of Pestulon (versione internazionale)
- Leisure Suit Larry 3: Passionate Patti in Pursuit of the Pulsating Pectorals (versione internazionale)
- Jones in the Fast Lane (versione su disco)

L'ultimo gioco per SCI0, Jones in the Fast Lane, già usava il motore grafico dell'SCI1 e così era disponibile nella versione a 256 colori.

### SCI1
Distribuito nel 1990, il più importante miglioramenti in SCI11 (1.000.xxx/T.A00.xxx) fu il supporto per la grafica a 256 colori, ancora a una risoluzione di 320×200; le schede grafiche EGA a 16 colori erano ancora disponibili (i giochi erano in genere venduti in due versioni distinte, una a 16 e l'altra a 256 colori). Qualcuno preferisce chiamare l'interprete SCI1 a 16 colori "SCI01". Con il passaggio all'interprete SCI1, la Sierra cominciò a usare disegni digitalizzati per la grafica degli sfondi: la differenza salta all'occhio comparando per esempio King's Quest 4 e King's Quest 5.
Nella maggior parte dei giochi per SCI1 l'interazione avviene tramite il mouse, usando una interfaccia ad icone; contrariamente a quanto si pensa in genere, l'implementazione dell'interfaccia grafica era totalmente a carico dello script del gioco e non dell'interprete. Per esempio, anche se Quest for Glory 2 usa il parser per l'interazione e King's Quest 5 usa invece il mouse, entrambi usano interpreti compatibili, in quanto è possibile usare l'interprete di QFG2 con la versione EGA di KQ5.
Lo schema di numerazione delle versioni è alquanto confuso poiché il terzo numero nella stringa della versione (il numero di build) ha solo 3 cifre, sebbene ne siano necessarie quattro. Per esempio, il gioco Space Quest 4 versione 1.052 ha un interprete etichettato come "1.000.753", mentre il gioco Conquests of the Longbow versione 1.0 ha un interprete etichettato "1.000.168"; nonostante ciò,
l'ultimo interprete è più recente perché il numero di build è
in realtà 1168, non 168. Inoltre in alcuni casi "1.000" è sostituito con "T.A00", che comunque non indica un ramo di sviluppo diverso.
I giochi SCI1 sono:
- 1990 Christmas Card - The Seasoned Professional
- Quest for Glory II: Trial by Fire
- Hoyle's Official Book of Games: Volume 3
- King's Quest V: Absence Makes the Heart Go Yonder! (versione su disco)
- Leisure Suit Larry in the Land of the Lounge Lizards (remake migliorato)
- Space Quest IV: Roger Wilco and the Time Rippers (versione su disco)
- Mixed-Up Mother Goose (version su CD-ROM)

Gli interpreti con i numeri di build maggiori di 1000 hanno formati di file leggermente modificati e un supporto per le lingue migliorato, ma per il resto sono come le versioni precedenti dell'interprete SCI1. Tra gli altri ci sono i seguenti giochi:
- Leisure Suit Larry 5: Passionate Patti Does a Little Undercover Work
- EcoQuest: The Search for Cetus (versione su disco 1.0)
- Jones in the Fast Lane (versione su CD-ROM)
- King's Quest V: Absence Makes the Heart Go Yonder (versioni internazionali su CD-ROM e disco)
- Mixed-up Fairy Tales
- Police Quest III: The Kindred
- Space Quest I: The Sarien Encounter (remake migliorato)
- Space Quest IV: Roger Wilco and the Time Rippers (versioni internazionali)
- Conquests of the Longbow: The Legend of Robin Hood
- Castle of Dr. Brain

### SCI1.1
Oltre a considerevoli cambiamenti interni, SCI1.1 (1.001.xxx) introdusse il supporto per sequenze di film animate (per la prima volta usate in KQ6) e Z-sprite grazie ai quali i personaggi potevano diventare più piccoli quando camminavano "allontanandosi dallo schermo", dando così una specie di effetto 3D.
Il supporto per il 16 colori non fu più disponibile: i possessori di schede EGA avrebbero invece avuto il gioco con la risoluzione di 640×200 e simulando 256 colori grazie al dithering.
- 1992 Christmas Card
- EcoQuest: The Search for Cetus (versione su disco 1.1, versione su CD-ROM)
- EcoQuest II: Lost Secret of the Rainforest
- Freddy Pharkas: Frontier Pharmacist
- The Island of Dr. Brain
- King's Quest VI: Heir Today, Gone Tomorrow
- Laura Bow: The Dagger of Amon Ra
- Leisure Suit Larry 6: Shape Up or Slip Out! (versione a bassa risoluzione su disco e su CD-ROM)
- Mixed-Up Mother Goose (Versione 2.000)
- Pepper's Adventures in Time
- Police Quest: In Pursuit of the Death Angel (remake migliorato)
- Quest for Glory I: So You Want to Be a Hero (remake a 256 colori)
- Quest for Glory III: Wages of War
- Space Quest IV: Roger Wilco and the Time Rippers (versione su CD-ROM)
- Space Quest V: The Next Mutation

### SCI2
Spesso chiamato SCI32 (o SCI3), SCI2 (2.xxx.xxx) viene eseguito in modalità 32 bit usando il DOS extender DOS/4GW o eseguendo l'interprete nella modalità Enhanced di Windows 3.1. Fu introdotto il supporto per la risoluzione 640×480 a fu migliorato il supporto per le sequenze animate.
I giochi che lo usano, tra gli altri:
- Gabriel Knight: Sins of the Fathers
- The Beast Within: A Gabriel Knight Mystery
- King's Quest VII: The Princeless Bride
- Leisure Suit Larry 6: Shape Up or Slip Out! (versione ad alta risoluzione su CD-ROM)
- Mixed-Up Mother Goose Deluxe
- Phantasmagoria
- Police Quest IV: Open Season
- Quest for Glory IV: Shadows of Darkness
- Shivers
- Space Quest 6: The Spinal Frontier
- Torin's Passage

### SCI3
L'ultima versione, SCI3 (3.000.000) poteva girare sia sotto DOS e Windows 3.1, sia in modo nativo sotto Windows 95. I giochi sono
- Leisure Suit Larry: Love for Sail!
- Lighthouse: The Dark Being
- Phantasmagoria II: A Puzzle of Flesh
- RAMA
- Shivers Two: Harvest of Souls

## Software correlato
FreeSCI è un interprete open source che può eseguire i giochi per SCI0, funziona su Linux/Unix, Microsoft Windows, Sega Dreamcast e GP32. Ora FreeSCI è anche supportato da ScummVM e dunque può funzionare su molte più piattaforme.
Un programma open source chiamato SCI Studio e progettato per Windows permette di creare giochi basati su SCI0. Su GNU/Linux, SCI Studio sembra funzionare usando Wine versione 20050830, ma solo per editare i giochi, non per testarli o eseguirli. Il problema può essere aggirato usando SCI Studio per lo sviluppo e FreeSCI per il test.
Un editor SCI come SCI Studio è anche stato usato per svelare elementi non finiti del gioco, che sono stati nascosti tra i file risorsa dagli sviluppatori durante la fase di sviluppo del gioco. Tra queste risorse troviamo artwork, puzzle, scenari, registrazioni di voce e musica e anche gag inserire dal team di sviluppo. Esempi di titoli dove sono state trovate tali risorse: King's Quest V: Absence Makes the Heart Go Yonder! (SCI1.1), Space Quest IV: Roger Wilco and the Time Rippers (SCI1.1), Leisure Suit Larry 6: Shape Up or Slip Out! (SCI1.1), King's Quest VII: The Princeless Bride (SCI2), and Space Quest 6: The Spinal Frontier (SCI2).